# 강태봉 (충청남도의원)
강태봉(姜泰鳳, 1946년 2월 20일 ~ )은 대한민국의 정치인이다. 3선 충청남도의원을 지냈다.

## 학력
- 온양온천초등학교
- 온양중학교
- 온양고등학교
- 동국대학교 식품공학과

## 주요 이력
그는 2002년에서부터 2010년까지 재선 충청남도 도의원(충남 아산 지역구) 직책을 지냈다.
2010년 지방 선거에서 충청남도 아산시 시장 선거 자유선진당 후보로 출마하였지만 끝내 낙선하였다.

## 역대 선거 결과
|  | 40.48% |

|  | 49.4% |

|  | 60.25% |

|  | 50.69% |

|  | 25.33% |